# 鈴木康之 (総務官僚)
鈴木 康之 （すずき やすゆき、1975年 - ）は、日本の自治・総務官僚。新潟県副知事。

## 人物
千葉県出身。1998年、東京大学法学部を卒業。自治省に入省。2005年4月、島根県健康福祉部青少年家庭課長。2007年4月、島根県政策企画局政策企画監室政策企画監。2008年4月、島根県総務部財政課長。2010年4月、総務省自治行政局住民制度課課長補佐。2011年4月、総務省自治行政局選挙部政治資金課課長補佐。2012年4月、総務省自治行政局選挙部選挙課課長補佐。2014年7月、総務省自治行政局選挙部選挙課企画官。2015年7月、総務省大臣官房秘書課企画官。2017年7月、山梨県総務部長に就任。2020年7月、自治体国際化協会ロンドン事務所長に就任。2023年7月、自治体国際化協会〈略称：CLAIR）事務局長に就任。2024年7月17日、新潟県副知事に就任「食・文化の魅力を高める」(県政で観光文化や交通・福祉分野などを担当)。